# François Sébastien Christophe Laporte
Pour les articles homonymes, voir Laporte.
François Sébastien Christophe Delaporte, dit Laporte à partir de 1792, né le 15 septembre 1760 à Belfort, mort le 25 mars 1823 à Belfort, est un révolutionnaire français.

## Biographie
Sébastien Laporte est le dernier fils de Jean François de La Porte et de Marie-Anne Genty, il est le neveu de Joseph de La Porte.
Homme de loi, plus précisément, avoué à Belfort, Sébastien Delaporte est élu par le département du Haut-Rhin à l'Assemblée législative en 1791 puis député de la Convention par le même département en 1792. De retour après une mission dans les départements de la Meurthe, de la Moselle et du Bas-Rhin, il est présent au procès de Louis XVI, où il vote la mort.
En avril 1793, il est envoyé comme représentant en mission à l'armée des Ardennes, mais il ne peut s'entendre avec ses trois collègues. Il est de nouveau envoyé en mission avec Jacques Reverchon à Lyon pour y réprimer l'insurrection fédéraliste ; on lui confie la charge de lever une troupe et d'assiéger la ville. Après la capitulation de Lyon, il se limite à envoyer à la Convention les jugements du tribunal révolutionnaire de Lyon en abandonnant à Jean-Marie Collot d'Herbois et à Joseph Fouché la charge de réprimer. De nouveau envoyé en mission, auprès de l'Armée des Alpes à Nice.
Après le 9-Thermidor (27 juillet 1794), il est chargé de faire appliquer la politique de la Convention thermidorienne aux habitants de Lyon, il désarme les Jacobins et fait arrêter les chefs terroristes avec qui il avait un an auparavant arrêtés et condamnés les fédéralistes lyonnais. À son retour à la Convention, il critique ceux qui «traitent d'aristocrate tout ce qui n'est pas terroristes». Il est élu au Comité de sûreté générale puis au Comité de salut public. Avec vigueur, il défend le décret concernant la liberté du culte afin de calmer les querelles religieuses. Lors de l'Insurrection du 1er prairial an III (20 mai 1795) et de l'Insurrection royaliste du 13 vendémiaire an IV (5 octobre 1795), il est un des députés chargés de diriger les forces armées.
Sous le Directoire, le département du Haut-Rhin le place au Conseil des Cinq-Cents, en 1796, il donne sa démission pour se charger des fournitures de l'armée. À l'armée d'Italie, il se trouve mêlé à une affaire de détournement de fonds, mais parvient à se disculper.
Sous le Consulat et le Premier Empire, il n'exerce aucune fonction politique, il est avocat à Lure.
Au retour en France des Bourbon, il n'est pas inquiété en tant que régicide, il n'est pas exilé.

## Sources
- Jean Tulard, Jean-François Fayard et Alfred Fierro, Histoire et dictionnaire de la Révolution française. 1789–1799, Paris, éd. Robert Laffont, coll. « Bouquins », 1987, 1998 [détail des éditions] (ISBN 978-2-221-08850-0)
- « François Sébastien Christophe Laporte », dans Adolphe Robert et Gaston Cougny, Dictionnaire des parlementaires français, Edgar Bourloton, 1889-1891 [détail de l’édition]